# Kerkjurist
Een kerkjurist is een rechtsgeleerde die zich heeft toegelegd op het kerkelijk of canoniek recht, veelal specifiek binnen de Rooms-Katholieke Kerk.  Deze specialisatie wordt gedoceerd in de priesterseminaries en in meer detail aan de Pauselijke Lateraanse Universiteit, de Julius Maximilians-Universiteit, de Ludwig Maximilians-Universiteit, de Universiteit van Fribourg en de Bijzondere Faculteit Kerkelijk Recht van de KU Leuven.